# Ostoja Środkowojurajska
Ostoja Środkowojurajska – specjalny obszar ochrony siedlisk, aktualnie obszar mający znaczenie dla Wspólnoty, położony w środkowej części Wyżyny Krakowsko-Częstochowskiej, na południe od Ogrodzieńca, o powierzchni 5767,55 ha. Obszar ten znajduje się na terenie województw śląskiego i małopolskiego i leży granicach Parku Krajobrazowego Orlich Gniazd i jego otuliny.

## Typy siedlisk
W obszarze podlegają ochronie następujące typy siedlisk z załącznika I dyrektywy siedliskowej:
- wydmy śródlądowe z murawami napiaskowymi
- suche wrzosowiska
- murawy kserotermiczne
- zmiennowilgotne łąki trzęślicowe
- ziołorośla
- łąki świeże
- torfowiska przejściowe
- torfowiska zasadowe
- wapienne ściany skalne
- jaskinie nieudostępnione do zwiedzania
- kwaśna buczyna niżowa (Luzulo pilosae-Fagetum)
- żyzna buczyna sudecka (Dentario enneaphylli-Fagetum)
- buczyna storczykowa (Cephalanthero-Fagenion)
- grąd
- jaworzyny
- łęgi

## Zwierzęta i rośliny
Występują tu następujące gatunki z załącznika II:
- podkowiec mały (Rhinolophus hipposideros)
- nocek łydkowłosy (Myotis dasycneme)
- nocek duży (Myotis myotis)
- kumak nizinny (Bombina bombina)
- minóg strumieniowy (Lampetra planeri)
- modraszek telejus (Phengaris teleius)
- szlaczkoń szafraniec (Colias myrmidone)
- sierpowiec błyszczący (Drepanocladus vernicosus)
- obuwik pospolity (Cypripedium calceolus)
- warzucha polska (Cochlearia polonica)

### Rośliny chronione
Dodatkowo, występują tu bardzo liczne gatunki roślin objętych ochroną gatunkową:
- orlik pospolity (Aquilegia vulgaris)
- kopytnik pospolity (Asarum europaeum)
- próchniczek bagienny (Aulacomnium palustre)
- dziewięćsił bezłodygowy (Carlina acaulis)
- buławnik wielkokwiatowy (Cephalanthera damasonium)
- buławnik mieczolistny (Cephalanthera longifolia)
- buławnik czerwony (Cephalanthera rubra)
- pomocnik baldaszkowy (Chimaphila umbellata)
- konwalia majowa (Convallaria majalis)
- żłobik koralowy (Corallorhiza trifida)
- wawrzynek wilczełyko (Daphne mezereum)
- naparstnica zwyczajna (Digitalis grandiflora)
- widlicz spłaszczony (Diphasiastrum complanatum)
- kruszczyk rdzawoczerwony (Epipactis atrorubens)
- kruszczyk szerokolistny (Epipactis helleborine)
- storzan bezlistny (Epipogium aphyllum)
- kruszyna pospolita (Frangula alnus)
- śnieżyczka przebiśnieg (Galanthus nivalis)
- przytulia wonna (Galium odoratum)
- goryczuszka gorzkawa (Gentianella amarella)
- goryczuszka orzęsiona (Gentianella ciliata)
- goryczuszka Wettsteina (Gentianella germanica)
- bluszcz pospolity (Hedera helix)
- przylaszczka pospolita (Hepatica nobilis)
- gajnik lśniący (Hylocomium splendens)
- rojownik pospolity (Jovibarba sobolifera)
- lilia złotogłów (Lilium martagon)
- widłak goździsty (Lycopodium clavatum)
- wyblin jednolistny (Malaxis monophyllos)
- gnieźnik leśny (Neottia nidus-avis)
- języcznik zwyczajny (Phyllitis scolopendrium)
- podkolan biały (Platanthera bifolia)
- podkolan zielonawy (Platanthera chlorantha)
- paprotka zwyczajna (Polypodium vulgare)
- płonnik pospolity (Polytrichum commune)
- pierwiosnek lekarski (Primula veris)
- kalina koralowa (Viburnum opulus)
- barwinek pospolity (Vinca minor)